# 天晴れテンプル
『天晴れテムプル』（あっぱれテンプル、The Little Miss Broadway）は1938年制作のアメリカ合衆国の映画。アーヴィング・カミングス監督のミュージカル。シャーリー・テンプル主演作。

## ストーリー
孤児のベッチー・ブラウンは、家族の友人によってホテルに引き取られていく。そこは芸人たちの宿になっていた。ところが大富豪のシアラ・ウェンドリングスが音がうるさいと文句をつけ、みんなをホテルから追い出そうとする。

## キャスト
- ベッチー・ブラウン：シャーリー・テンプル
- ロジャー・ウェンドリングス：ジョージ・マーフィー
- ジミー・クレイトン：ジミー・デュランテ
- バーバラ・シー：フィリス・ブルックス
- シアラ・ウェンドリングス：エドナ・メイ・オリバー
- ミシ・ハッチンス：ジェーン・ダウエル

## 余話
シャーリー・テンプルの代表作の一つ。シャーリー・テンプルとジョージ・マーフィーのダンスが2回あるが（ジョージ・マーフィーの邸宅で踊るダンスと、裁判所で踊るダンス）、どちらも伝説的なナンバーである。ジョージ・マーフィーは後に共和党の上院議員になった。